# Albert Cazenave
Albert Cazenave fue un jugador francés de rugby union, nacido el 7 de marzo de 1902 en Nay y fallecido el 30 de agosto de 1982 en Nay (Pirineos Atlánticos). Fue el 221º internacional del XV de Francia.
Albert Cazenave es una leyenda del Section Paloise, siendo la encarnación viva del club durante 40 años, donde fue sucesivamente capitán, entrenador y presidente en los tres títulos de campeones de Francia, acompañado por su hermano Théo. De hecho, Théo Cazenave (18 años menor), medio scrum, también fue campeón de Francia en 1946, así como finalista de la Copa de Francia en 1946 y del Challenge Yves du Manoir en 1953, siempre con el Section Paloise. Volvió a ser campeón de Francia con el equipo, pero esta vez como entrenador, en 1964.
Albert Cazenave fue nombrado Caballero de la Legión de Honor en 1958.
Como entrenador, abogó por un rugby de movimiento, dando oportunidades a los jóvenes, lo que contribuyó a la reputación del Section Paloise.
El Estadio de la Croix du Prince lleva oficialmente su nombre desde 1982, año de su fallecimiento.

## Biografía
En 1928, Cazenave medía 1,78 metros y pesaba 84 kilogramos. Jugaba como ala en la selección nacional, en el TOEC y luego en el Stade Toulousain, y sobre todo en el Section Paloise, donde se convirtió en presidente después de la guerra, tras haber sido entrenador. Además de su carrera en el rugby, fabricaba boinas y sandalias bearnesas
Fue un carismático capitán, conocido por sus extraordinarias cualidades atléticas. Fue descrito por Match L'Intran, un suplemento deportivo de L'Intransigeant, como un "hombre guapo".

### Jugador

#### Debuta en el Stade Nayais
Comenzó su carrera en el rugby en 1919 en el Stade Nayais en la segunda serie.

#### Boxeador en París

Cazenave en traje de boxeador.

Luego, Cazenave se trasladó a París en 1920.
En la capital francesa, probó suerte en el boxeo y llamó la atención rápidamente. A pesar de las ventajas que se le ofrecieron, Cazenave siguió siendo amateur y ganó el título de campeón de París intercorporativo de manera destacada.

#### Militar
En 1922, se unió al ejército y fue trasladado a Toulouse al 2º Regimiento de Aerostación, donde se unió al equipo local y llegó a la final del campeonato de Francia militar, aunque perdió ante Béziers.

#### TOEC
Luego, Cazenave se unió al TOEC, donde permaneció cuatro años. En 1924, hizo su primera aparición en la selección de Francia.

#### Stade Toulousain
En 1926, se unió al Stade Toulousain, un club más prestigioso, con el objetivo de mantenerse en la selección nacional. Sin embargo, su paso por allí fue breve, aunque anotó el ensayo ganador en la final del Campeonato de Francia de 1925-1926.

#### Section Paloise

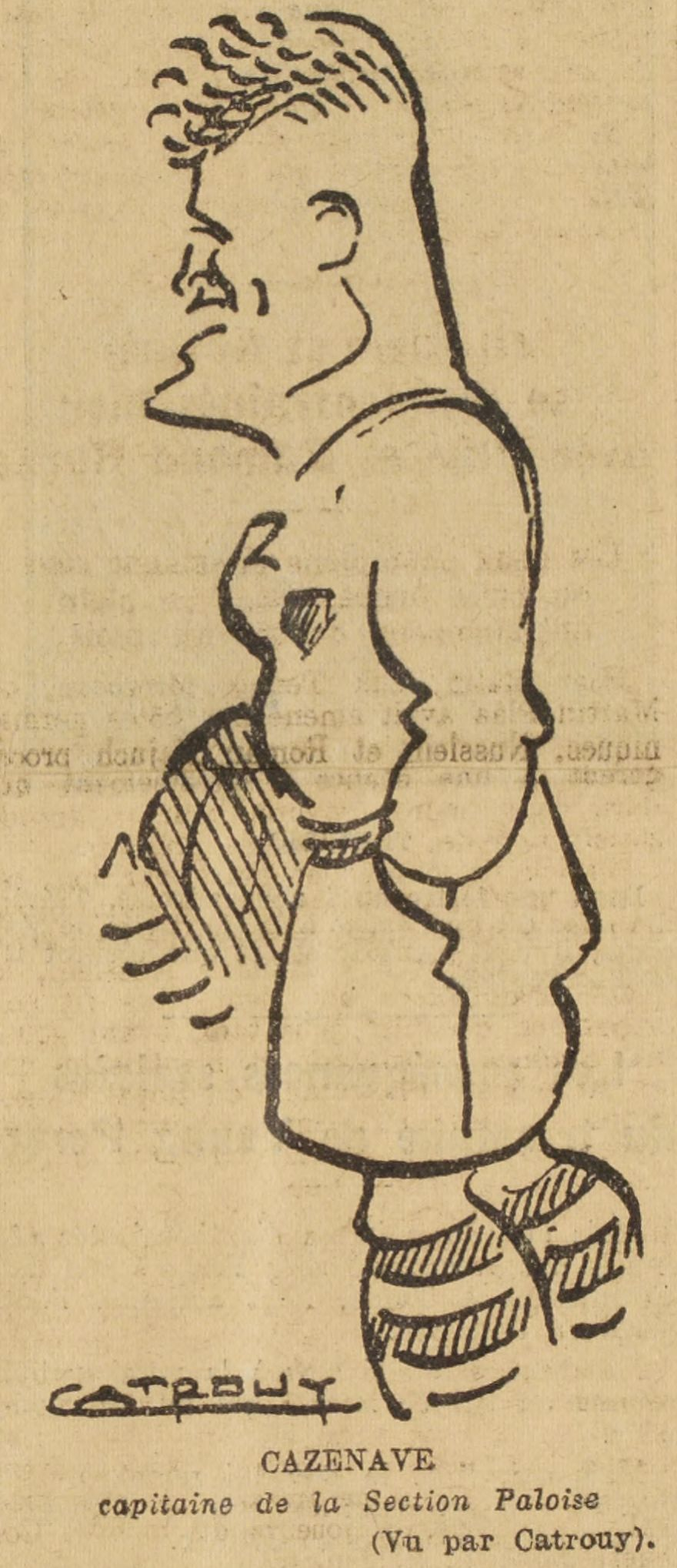
Caricatura de Albert Cazenave de Catrouy publicada en l'Auto en 1931.

Cazenave regresó a Béarn y se unió al Section Paloise en 1926. Ese año, el Section ganó el título de Campeón de la Costa Vasca frente al Stade Hendayais. Además, Cazenave se convirtió en propietario de una fábrica textil donde fabricaba boinas en su ciudad natal, Nay.

regresó a  y se incorporó a la capital de Béarn y a la Sección Pau en 1926Ese año, la Sección consiguió el título de Campeón de la  frente al Stade Hendayais  . Además, Cazenave se convirtió en propietario de una fábrica textil, fabricando 
Como líder carismático, fue nombrado de inmediato capitán y se destacó como el mejor ala tercera de su generación.
El Section, bajo su liderazgo, confirmó la llegada de un paquete de delanteros compuesto por François Récaborde, David Aguilar, Joseph Châtelain, Jean Bergalet, Adrien Laborde, Jean Defrançais o Paul Saux.
Las líneas traseras, con Robert Sarrade, Henri Mounès o Fernand Taillantou, mostraron gran habilidad.
La consagración para el capitán Cazenave llegó con el título de campeón de Francia en 1928, junto a Chatelain, Récaborde o Sarrade.
Cazenave se retiró del deporte en 1935.

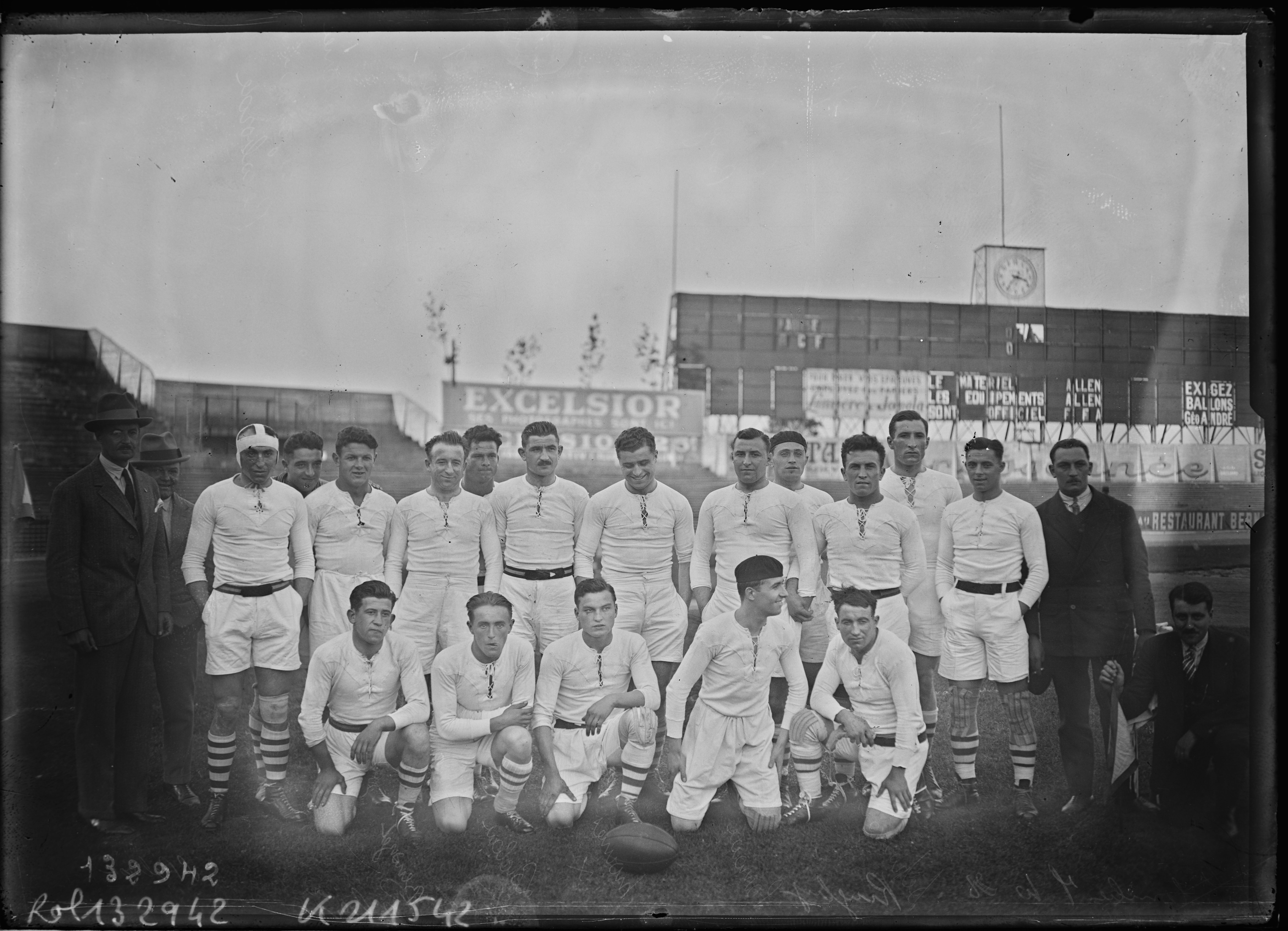
Cazenave, de pie y 6 por la izquierda, en el estadio de Colombes con la Sección Paloise, 7 octobre 1928.

### Entrenador

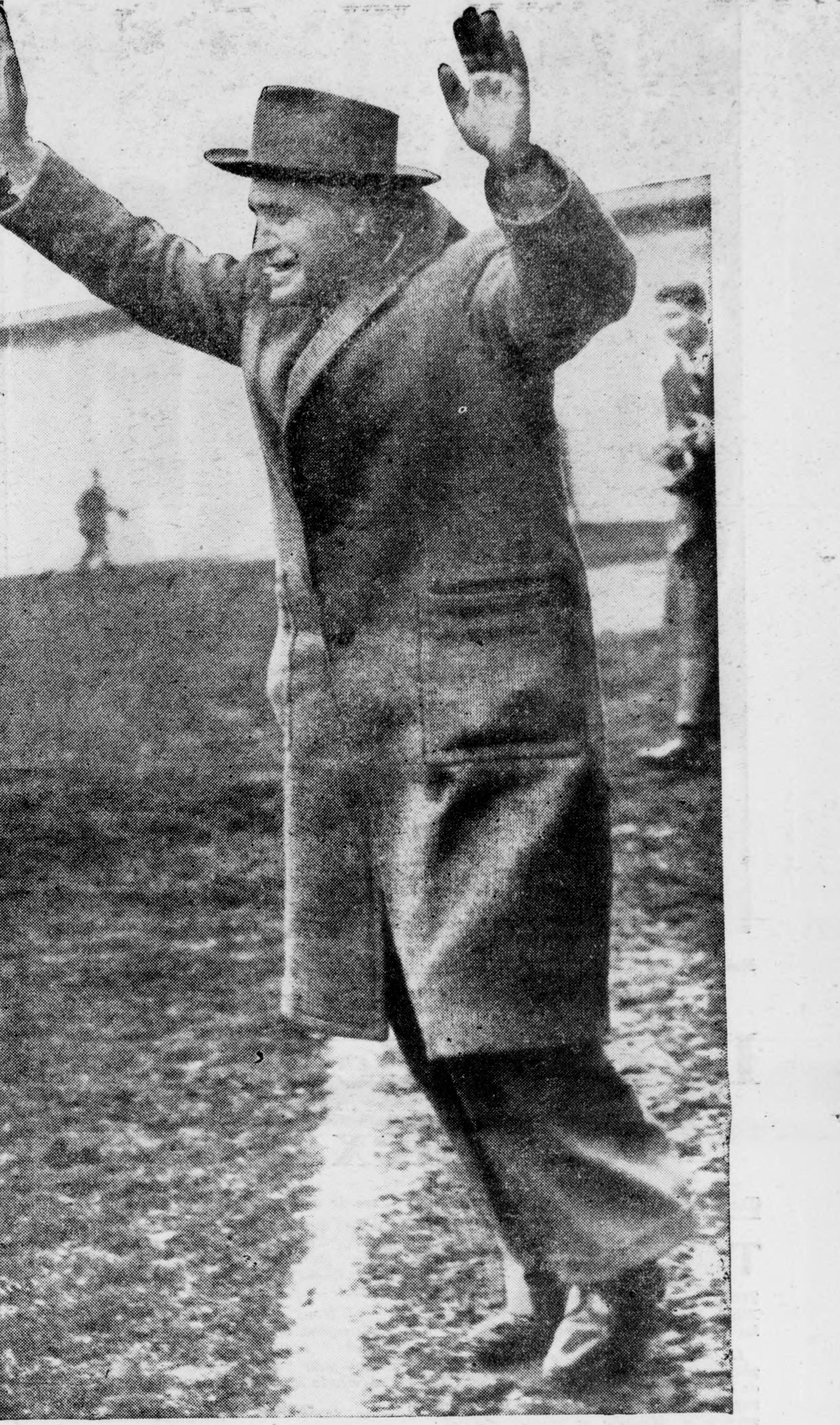
Cazenave durante la final de 1946 en París.

Cazenave se convirtió en entrenador del Section Paloise en 1944 y después de la guerra, impulsó una nueva generación de jugadores prometedores, manteniendo la tradición de juego de Pau y confiando grandes responsabilidades a su hermano menor Théo Cazenave y a los veteranos Auguste Lassalle y André Rousse.
Esta generación de jugadores prometedores, con una línea de tres cuartos destacada como Jean Estrade, Pierre Lauga, René Desclaux, Robert Duthen y Jean Carmouze, ganó el  campeonato de Francia de 1945-1946. El paquete de delanteros se basó en Paul Moncassin, Lucien Martin, Henri Larrat, Pierre Aristouy, Édouard Salsé, Jean Lauga, Paul Theux y André Rousse.

### Presidente
Albert Cazenave se convirtió en presidente del Section en 1953 y ocupó el cargo hasta 1968. Bajo su dirección, el Section Paloise ganó su tercer título de campeón en 1964, con una destacada alineación que incluía a François Moncla, Jean-Pierre Saux y el joven Nano Capdouze.
Durante su mandato, el club también dio a conocer a Robert Paparemborde.

## Posteridad
El antiguo estadio del Section Paloise, el estadio de la Croix du Prince, lleva oficialmente su nombre desde 1982.

## Lista de premios

### Jugador
- Campeón de Francia en 1928 (Section Paloise, capitán del equipo)
- Campeón de Francia en 1926 (Toulouse)

### Entrenador
- Campeón de Francia en 1946, con la Sección Paloise
- Finalista de la Copa de Francia en 1946

## Estadísticas de la selección nacional

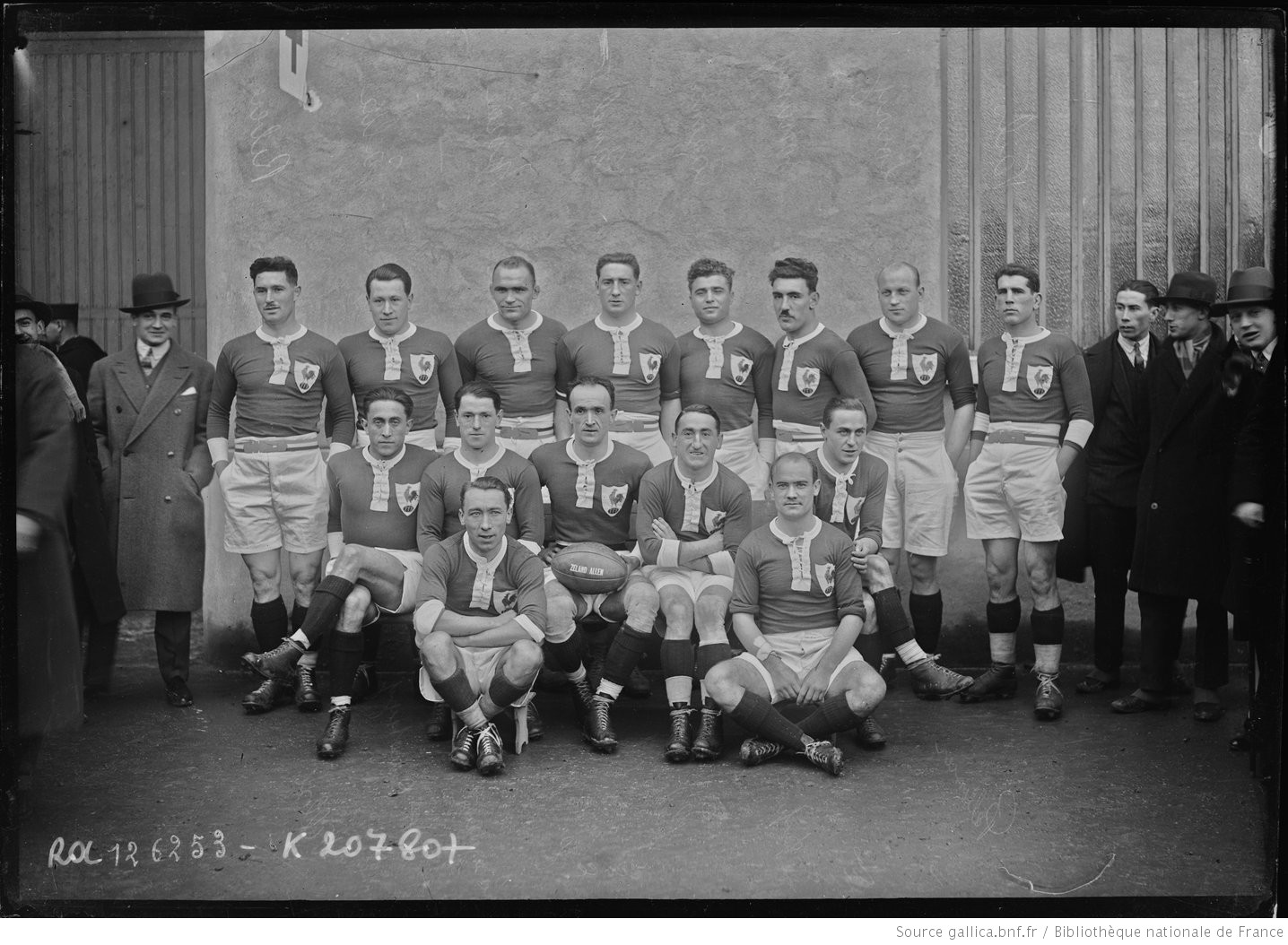
Cazenave en la selección francesa en 1928.

- 5 selecciones para la selección francesa, de 1927 a 1928 (durante dos Torneos de las Cinco Naciones, y dos veces contra Alemania)
- 1 ganador de Inglaterra, en 1927